# Calamotropha leptogrammellus
Calamotropha leptogrammellus là một loài bướm đêm trong họ Crambidae.